# Siegismund Justus Ehrhardt
Siegismund Justus Ehrhardt (* 22. September 1732 in Gemünda; † 6. Juni 1793 in Beschine (in Schlesien, heute Baszyn)) war ein evangelischer Theologe, Diplomatiker und ein bedeutender Kirchenhistoriker.

## Leben
Siegismund Justus war der Sohn von Adam Georg Ehrhardt († 25. März 1752), Pfarrer in Gemünda, und der Barbara Margaretha Löber. Er wurde anfangs meist durch seinen Vater unterrichtet, lernte 1748–1749 Griechisch und Hebräisch bei Professor Georg Christoph Metz in Schweinfurt, immatrikulierte sich am 1. Mai 1749 an der Universität Erlangen und am 30. April 1750 an der Universität Jena, wo man ihn am 5. November 1750 in die Lateinische Gesellschaft aufnahm. 1754 übernahm er eine Vikarstelle in Burgpreppach in Unterfranken (Ordination in Schweinfurt am 18. Juni 1754) und heiratete dort am 15. Oktober 1754 Johanna Margaretha Rosenberger. Nach seinen eigenen Angaben musste er dann Unterfranken wegen Anfeindungen im katholischen Bistum Würzburg gegen die dortige evangelische Pfarrerschaft verlassen. Diese Darstellung wurde so in allen späteren Biographien übernommen. Tatsächlich hatte sich 1760 seine Ehefrau von ihm getrennt und kehrte erst zwei Jahre später in das Pfarrhaus zurück, um dort Selbstmord zu begehen. Die Herrschaft und die Gemeinde machten ihn für dieses Unglück verantwortlich, woraufhin er mit seiner Magd und späteren zweiten Ehefrau Anna Dorothea Bräunig († 30. März 1770) im November 1762 seine Heimat verließ. Er hielt sich zunächst in Leipzig auf und kam über Berlin 1765 nach Radach in der Neumark, wo er den dortigen hochbetagten Ortspfarrer unterstützte. Nach weiteren Aufenthalten in Schlesien (Glogau und Herrnstadt) wurde er dort 1768 Diakon an der Pfarrkirche in Steinau und schließlich am 23. Mai 1774 Pfarrer in Beschine im Landkreis Wohlau. 1773 erhielt er die Aufnahme in die Ökonomisch-patriotische Gesellschaft in Schlesien. Er war in dritter Ehe (2. Mai 1775) mit Johanna Eleonora Stiller († 1. März 1796) verheiratet, die ein nicht unbedeutendes Vermögen mitbrachte. Nach längerem Leiden starb Siegismund Justus Ehrhardt am 6. Juni 1793.

## Werk
Siegismund Justus Ehrhardt hat sich bereits sehr früh mit Presbyterologie beschäftigt. 1756 arbeitete er an der Pfarrgeschichte von Burgpreppach und entwarf den Plan für eine Reformations- und Kirchengeschichte der unmittelbaren reichsfreien Ritterschaft in Franken. In der Neumark betrieb er historische Studien und 1767 wurden Artikel von ihm in einem Werk über den Johanniterorden veröffentlicht. Während seines Aufenthaltes in Steinau bearbeitete er die im dortigen Rathaus aufbewahrten mittelalterlichen Urkunden, deren Inhalt er 1773–1774 in fünf Teilen als Neue Diplomatische Beyträge herausbrachte, und fasste den Plan zur Schaffung einer vollständigen schlesischen Kirchen- und Predigergeschichte. Dazu sammelte er infolge Leichenpredigten, Kirchenbuchauszüge und vergrößerte nach und nach seine Bibliothek auf vermutlich über tausend Bände. 1777 war ein erstes Manuskript zu seinem großen Werk abgeschlossen, das er in Breslau mit der Vorläufigen Nachricht an das Publikum von der Herausgabe der Schlesischen Presbyterologie ankündigte. Zuvor hatte er den Provinzialminister Hoym und sogar Friedrich der Großen um Unterstützung für sein Lebenswerk gebeten, doch letztlich fand er aufgrund zu weniger Vorausbesteller nicht mal einen Verleger. So musste er seine große Presbyterologie des evangelischen Schlesiens in vier Bänden zwischen 1780 und 1790 auf eigene Kosten herausgeben (Druck durch Johann Gottfried Pappäsche in Liegnitz). Er behandelte auf 3212 Seiten 600 Pfarreien und etwa 7000 Pastoren mit meist ausführlichen Personalien und einem Verzeichnis der von ihnen verfassten Schriften. Ein fünfter Band für die Fürstentümer Münsterberg und Schweidnitz sowie der Grafschaft Glatz konnte vor seinem Tod nicht mehr in Druck gehen. Von seinem Nachlass blieb nichts erhalten. Die große Bibliothek wurde versteigert, seine handschriftliche Sammlung ging verloren und die in der Stadtbibliothek in Breslau aufbewahrten Aufzeichnungen zur Stadtgeschichte von Steinau oder zum Dorf und Schloss Rützen wurden 1945 vernichtet. Ehrhardts Werk bildet die Grundlage des Pfarrerbuches für Gesamtschlesien bis 1945, an dem seit Ende des Zweiten Weltkrieges zunächst von Pfarrer Johannes Grünewald und anschließend Pfarrer Dietmar Neß gearbeitet wird. Die Veröffentlichung des ersten Bandes ist für 2013 angekündigt.

## Auswahlbibliographie
(Eine ausführliche Bibliographie mit 54 Titeln bei Grünewald, S. 153–155)
- Abhandlungen von den Haupt-Religions-Feinden der Stadt Schmalkalden. Göttingen 1755
- Geschichte der Pfarrei Gemünda an der Krecke. In: Acta historico-ecclesiastica XIX (1755), S. 211–222
- Abhandlung von der Pfarrei zu Markburgpreppach im Rittercanton Baunach in Franken. In: Acta historico-ecclesiastica XX (1756), S. 95–128
- Ode auf Ihro königl. Maj. in Preußen höchst erfreuliche Ankunft in Leipzig am 5. Dez. 1762. Leipzig 1762
- Von dem siebenden Großprior von Teutschland Bertold IX., gest. 1330, Gedanken vom Ursprung der gegenwärtigen Beschaffenheit der Balley Brandenburg, oder des Meisterthums und dessen Vorzüge [und weitere Artikel]. In: Johann Gottfried Dienemann: Nachrichten vom Johanniterorden, insbesondere von dessen Herrenmeisterthum in der Mark, Sachsen, Pommern […], Berlin 1767
- Neue Diplomatische Beyträge zur Erläuterung der alten Niederschlesischen Geschichte und Rechte. 5 Teile, Breslau 1773–1774
- Presbyterologie des Evangelischen Schlesiens, Liegnitz 1780–1790
  - Teil I
    - 1. Hauptabschnitt: Hauptstadt und Fürstentum Breslau, Liegnitz 1780, 512 Seiten (Volltext in der Google-Buchsuche)
    - 2. Hauptabschnitt: Hauptstadt und Fürstentum Breslau, Liegnitz 1781, Seiten 512–683 (Volltext in der Google-Buchsuche)

  - Teil II
    - 1. Hauptabschnitt: Stadt und Fürstentum Brieg, Liegnitz 1782, 556 Seiten (Volltext in der Google-Buchsuche)
    - 2. Hauptabschnitt: Fürstentum Carolat-Beuthen, Liegnitz 1782, Seiten 557–612 (Volltext in der Google-Buchsuche)
    - 3. Hauptabschnitt: Fürstentum Crossen, Liegnitz 1782, Seiten 613–736 (Volltext in der Google-Buchsuche)

  - Teil III
    - 1. Hauptabschnitt: Stadt und Fürstentum Glogau, Liegnitz 1783, 507 Seiten (Volltext in der Google-Buchsuche)
    - 2. Hauptabschnitt: Stadt und Fürstentum Jauer, Liegnitz 1784, 544 Seiten (Volltext in der Google-Buchsuche)

  - Teil IV
    - 1. Hauptabschnitt: Fürstentum Liegnitz, Liegnitz 1789, 484 Seiten (Volltext in der Google-Buchsuche)
    - 2. Hauptabschnitt: Fürstentum Liegnitz. Liegnitz 1790, Seiten 485–743 (Volltext in der Google-Buchsuche)